# Rita Riggs
Rita Riggs (Arkansas, 2 de setembro de 1930 — Los Angeles, 5 de junho de 2017) foi uma figurinista norte-americana.